# مات جوزيف
مات جوزيف (بالإنجليزية: Matt Joseph)‏ (30 سبتمبر 1972 في المملكة المتحدة - ) هو لاعب كرة قدم بريطاني في مركز الدفاع. شارك مع منتخب باربادوس لكرة القدم. أما مع النوادي، فقد لعب مع كامبريدج يونايتد ونادي أرسنال ونادي غيلينغهام ونادي ليتون أورينت وHiston F.C. ‏ وكانفي آيلاند.

## وصلات خارجية
- مات جوزيف على موقع قاعدة بيانات كرة القدم.إي يو (الإنجليزية)
- مات جوزيف على موقع ناشيونال فوتبول تيمز (الإنجليزية)
- مات جوزيف على موقع Soccerbase.com (لاعب) (الإنجليزية)